# المرايم

تعديل مصدري - تعديل

المرايم هي إحدى حارات حي يريم بمدينة يريم أحد مدن محافظة إب، بلغ تعداد سكانها 5797 نسمة حسب تعداد اليمن لعام 2004.